# Díszsügérfélék

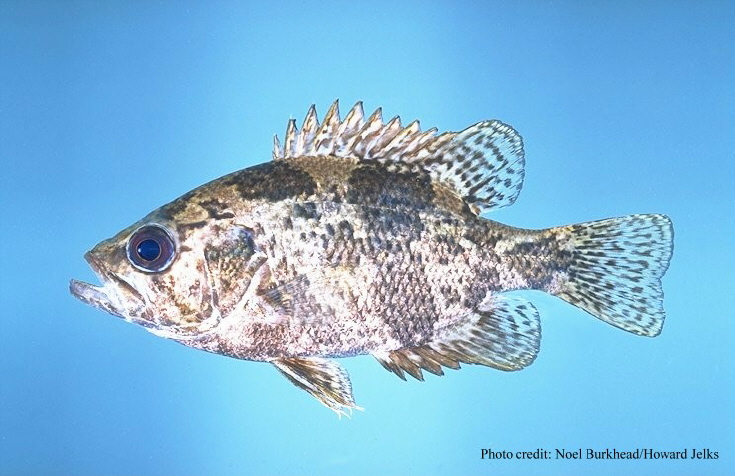
Ambloplites ariommus

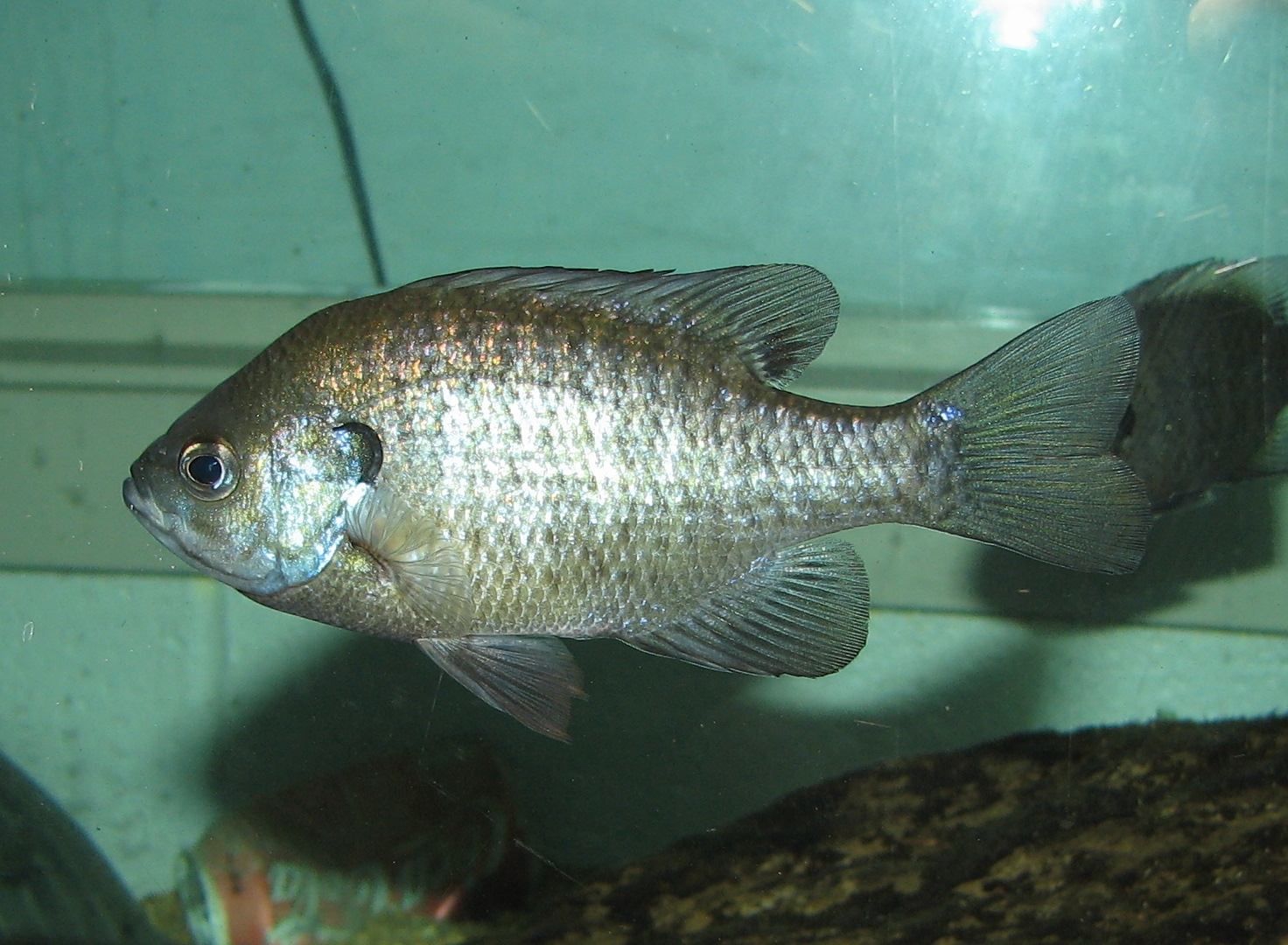
Lepomis macrochirus

A díszsügérfélék (Centrarchidae) a csontos halak (Osteichthyes) főosztályának sugarasúszójú halak (Actinopterygii) osztályába, ezen belül a sügéralakúak (Perciformes) rendjébe tartozó család.
A díszsügérfélék családjába 8 élő nem és 38 élő faj tartozik. Ezek mellett még 2 fosszilis nem is van, ismeretlen számú fajjal.

## Tudnivalók
A díszsügérfélék családja édesvízi sugarasúszójú halakból áll. A család típusneme a Centrarchus, melybe csak egy faj tartozik, a Centrarchus macropterus. A díszsügérfélék fajai között egyesek igen közönségesek Észak-Amerika területén; ilyenek például: az Ambloplites rupestris, a pisztrángsügér (Micropterus salmoides), a Lepomis macrochirus, a naphal (Lepomis gibbosus) és a Pomoxis nembe tartozó fajok. E család összes faja észak-amerikai bennszülött halfaj.
A családba tartozó fajokat, a hasúszóikon található három tüskéről lehet felismerni. A hátúszókon általában 10-12, de 5-13 tüske is lehet. A fecskendőrési kopoltyú nyílása kicsi és rejtett. A legtöbb faj hossza 20-30 centiméter között van. De vannak 8 centiméteresek és majdnem 1 méteresek is; ilyen nagyok a pisztrángsügér legnagyobb egyedei.
A legtöbb faj hímje farkával gödröt váj a mederben, hogy a nőstény ide rakja ikráit. Ezután a hím őrzi az ikrákat.
A díszsügérfélék kedveltek a sporthorgászok körében, emiatt egyes fajokat más kontinensek édesvizeibe is betelepítették. Néha akváriumban is tartják őket.

## Díszsügérfélék az ősidőkben
Az eddigi felfedezett legősibb díszsügérfélék Wyoming, Montana és Dél-Dakota államokból kerültek elő; ezeket az eocén és oligocén kori rétegekben találták meg. A ma is élő fajok közül a Lepomis microlophus a legősibb; egykori maradványait Nebraska államban, a 16,3-13,6 millió éves  középső miocén korszaki rétegben fedezték fel.

## Rendszerezésük
A legújabb genetikai vizsgálatok szerint, a díszsügérfélék filogenetikus rendszertana az alábbi alcsaládokat, nemzetségeket és nemeket foglalja magába:
- Centrarchinae
  - †Boreocentrarchus[4]
  - †Plioplarchus
  - Ambloplitini
    - Ambloplites Rafinesque, 1820 - 4 faj

  - Archoplitini
    - Archoplites Gill, 1861 - 1 faj
      - Archoplites interruptus (Girard, 1854)

    - Pomoxis Rafinesque, 1818 - 2 faj

  - Centrarchini
    - Centrarchus Cuvier, 1829 - 1 faj
      - Centrarchus macropterus (Lacepède, 1801)

  - Enneacanthini
    - Enneacanthus Gill, 1864 - 3 faj

- Lepominae
  - Lepomini
    - Lepomis Rafinesque, 1819 - 13 faj

- incertae sedis
  - Acantharchus Gill, 1864 - 1 faj
    - Acantharchus pomotis (Baird, 1855)

  - Micropterus Lacepède, 1802 - 13 faj

### Fordítás
- Ez a szócikk részben vagy egészben  a   Centrarchidae című angol Wikipédia-szócikk ezen változatának fordításán alapul.  Az eredeti cikk szerkesztőit annak laptörténete sorolja fel. Ez a jelzés csupán a megfogalmazás eredetét és a szerzői jogokat jelzi, nem szolgál a cikkben szereplő információk forrásmegjelöléseként.